# Тепцова, Ксения Степановна
Ксения Степановна Тепцова, в селе называли её Анастасией, (род. 1 июля 1922 году, в селе Малая Ижмора Пензенская область — умерла 26 декабря 1991 года) — звеньевая Земетчинского свеклосовхоза Министерства пищевой промышленности СССР, Земетчинский район Пензенской области. Герой Социалистического Труда (18.05.1948).

## Биография
В 1922 году в селе Малая Ижмора родилась Ксения Тепцова. Получила начальное образование. В 1940 году начала трудовой путь рабочей в совхозе. В 1944 году стала звеньевой в совхозе Земетчинского сахарного комбината. В 1947 году её звено получило рекордный урожай ржи 40 центнеров с гектара на площади 10 гектар.
За получение высоких результатов по уборке урожая зерновых, Указом от 18 мая 1948 года, была удостоена звания Герой Социалистического Труда и награждена Орденом Ленина и золотой медалью «Серп и Молот».
В 1970-е годы вышла на заслуженный отдых.
Жила в селе Матчерка Земетчинского района Пензенской области. Умерла 26 декабря 1991 года. Похоронена на сельском кладбище.

## Награды
Имеет следующие награды:
- Герой Социалистического Труда (18.05.1948)
- Орден Ленина (18.05.1948)
- Орден Трудового Красного Знамени (08.04.1976)
- Орден Октябрьской Революции (07.12.1973)
- Медаль «За трудовое отличие» (31.12.1965)